# Котов, Михаил Алексеевич
Михаил Алексеевич Котов (26 ноября 1926, село Дубровка, Воронежская губерния — 20 августа 1988, Липецк) — передовик производства, бригадир металлургов Новолипецкого металлургического комбината. Герой Социалистического Труда (1966). Почётный металлург СССР.

## Биография
Родился в крестьянской семье в селе Дубровка Бобровского уезда Воронежской губернии.
После окончания школы фабрично-заводского обучения, в 1944 году трудоустроился горновым на Саткинском металлургическом комбинате. В декабре 1944 добровольцем ушёл на фронт. Участник Великой Отечественной войны.
С 1950 года работал на Новолипецком металлургическом комбинате, где прошёл путь от горнового доменной печи до бригадира. Проработал на НЛМК до выхода на пенсию в 1976 году.
За выдающиеся достижения при досрочном выполнении планов 7-летки (1959—1965) удостоен в 1966 году звания Героя Социалистического Труда. Почётный металлург (1970).
Избирался депутатом Липецкого городского Совета депутатов.
После выхода на пенсию проживал в Липецке до своей кончины в 1988 году.

## Награды
За трудовые успехи была удостоена:
- золотая звезда «Серп и Молот» (22.03.1966)
- орден Ленина (22.03.1966)
- Орден Отечественной войны 2 степени (11.03.1985)
- Медаль "За боевые заслуги" (1947)
- другие медали.
- Почётный металлург СССР.